# Julien Cudot
Pour les articles homonymes, voir Cudot (homonymie).
 (janvier 2025).
 (janvier 2024).
 (janvier 2024).
La mise en forme du texte ne suit pas les recommandations de Wikipédia : il faut le « wikifier ».
Les points d'amélioration suivants sont les cas les plus fréquents. Le détail des points à revoir est peut-être précisé sur la page de discussion.
- Les titres sont pré-formatés par le logiciel. Ils ne sont ni en capitales, ni en gras.
- Le texte ne doit pas être écrit en capitales (les noms de famille non plus), ni en gras, ni en italique, ni en « petit »…
- Le gras n'est utilisé que pour surligner le titre de l'article dans l'introduction, une seule fois.
- L'italique est rarement utilisé : mots en langue étrangère, titres d'œuvres, noms de bateaux, etc.
- Les citations ne sont pas en italique mais en corps de texte normal. Elles sont entourées par des guillemets français : « et ».
- Les listes à puces sont à éviter, des paragraphes rédigés étant largement préférés. Les tableaux sont à réserver à la présentation de données structurées (résultats, etc.).
- Les appels de note de bas de page (petits chiffres en exposant, introduits par l'outil «  Source ») sont à placer entre la fin de phrase et le point final[comme ça].
- Les liens internes (vers d'autres articles de Wikipédia) sont à choisir avec parcimonie. Créez des liens vers des articles approfondissant le sujet. Les termes génériques sans rapport avec le sujet sont à éviter, ainsi que les répétitions de liens vers un même terme.
- Les liens externes sont à placer uniquement dans une section « Liens externes », à la fin de l'article. Ces liens sont à choisir avec parcimonie suivant les règles définies. Si un lien sert de source à l'article, son insertion dans le texte est à faire par les notes de bas de page.
- La présentation des références doit suivre les conventions bibliographiques. Il est recommandé d'utiliser les modèles {{Ouvrage}}, {{Chapitre}}, {{Article}}, {{Lien web}} et/ou {{Bibliographie}}. Le mode d'édition visuel peut mettre en forme automatiquement les références.
- Insérer une infobox (cadre d'informations à droite) n'est pas obligatoire pour parachever la mise en page.

Pour une aide détaillée, merci de consulter Aide:Wikification.
Si vous pensez que ces points ont été résolus, vous pouvez retirer ce bandeau et améliorer la mise en forme d'un autre article.
 (février 2023).
Si vous disposez d'ouvrages ou d'articles de référence ou si vous connaissez des sites web de qualité traitant du thème abordé ici, merci de compléter l'article en donnant les références utiles à sa vérifiabilité et en les liant à la section « Notes et références ».
 Julien Cudot, né en France, est un athlète professionnel de roller agressif.

## Biographie
Le 7 juillet 2005, à l'âge de 12 ans, il participe à l’émission de télévision L'Été de tous les records.
À 13 ans, il passe pro en gagnant les championnats du monde amateur à Dallas et commence à participer à toutes les compétitions en pro.
Il remporta 2 coupes du monde en 2016 et 2017, 3 championnats d'Europe en 2021 (park et street) et 2022 (park) et il obtient son premier titre de champion du monde officiel fin 2022 à Buenos Aires en Argentine (dans la catégorie « freestyle park »).
En parallèle, il prend part à de nombreux show/démonstrations spectacle avec diverses organisations/sociétés comme : Taig Kris Events, Cirque du soleil, Nitro Circus, Disneyland Paris,  F.I.S.E, La compagnie urbaine.
Il donne des cours sur Paris et apparait rarement à la télévision (il n'est apparu que dans une publicité et comme doublure cascade dans Joséphine, ange gardien).

## Palmarès
- 2024
  - 1er au WSG 2024, Rome, Italie, épreuve Park
  - 1er au WSG 2024, Rome, Italie, épreuve Street
- 2023
  - 1er au FISE Montpellier dans la catégorie « Skate Park »[3]
- 2022
  - Champion du monde en freestyle park à Buenos Aires.
- 2021 :
  - Champion d'Europe Park Valence, Espagne[4]
  - Champion d'Europe Street Valence Espagne
- 2020 :
  - 1er au Pro Bowl contest Marseille, France[5]
  - 1er au Fise Experience Canet, France
- 2019 :
  - 1er au Raclette Jam Biel, Suisse
- 2018 :
  - 1er au Fise World series launch event Jeddah, Arabie saoudite
  - 3e au Fise World Hiroshima, Japon
  - 1er au Spine Ramp contest Fise World Montpellier, France
  - 1er au Extreme Barcelona, Espagne
  - 5e au World cup Fise world series overall
- 2017 :
  - 1er au Fise experience Amiens, France
  - 1er au Fise World Park invitationnal Montpellier, France
  - 1er au Fise World Spine ramp Montpellier, France
  - 1er au Fise Worldcup Slopestyle Montpellier, France
  - 2e au Fise Worldcup Budapest, Hongrie
  - 3e au World Championships Roller Games Nanjing, Chine
  - 1er au World cup Fise world series overall
  - 2e au Lishui international games Lishui, Chine
- 2016 :
  - 1er au Mind The Gap, Amsterdam
  - 1er au FISE worldcup Montpellier Slopestyle
  - 2e au FISE World Montpellier Park Invitationnal
  - 1er au NL contest, Strasbourg
  - 1er au Imagin Extreme Barcelona
  - 2e au Nass Festival, Bristol, Angleterre
  - 1er au Richard Taylor Best trick, Bristol
  - 2e au Sevelin Urban Festival,Lausanne, Swiss
  - 1er au Huzhou Invitationnal, Chine
  - 2e au IOXC Serang, Indonésie
  - 1er au Fise World Chengdu, Chine
  - 1er au Fise World Series Champion Overall
- 2015 :
  - 2e au FISE world Chengdu
- 2014 :
  - 1er au Fise World à Andorre
  - 2e au Blading Cup aux États-Unis
  - 3e au Fise World Chengdu en Chine
  - 2e au Imagin Extreme Barcelona
- 2012 :
  - 1er au Winterclash, Eindhoven
- 2011 :
  - 1er au Chaz Sands Invitational, Liverpool
  - 9e au Fise Xperience de Clermont-Ferrand
  - 7e au Winterclash
  - 4e au Fise Xperience à Paris
  - 1er au Bitter Cold Showdown
  - 5e au X-Mas Jam Open German Championships
  - 9e au Fise Xperience à Rennes sur Roulettes
- 2010 :
  - 2e au Eisenbergs Hoedown, Dallas
  - 6e au Fise de Montpellier
  - 6e au Chaz Sands Invitational
  - 1er au Winterclash, Berlin
- 2009 :
  - 1er au Montreal Classic
  - 3e au Barcelona Extreme
  - 1er au Chaz Sands Invitational
  - 1er au AIL Elite world championship, Woodward west
  - 3e au Championnat de France à Nice[6].
- 2006 :
  - 1er au street ASA Amateur world championship, Dallas
  - 3e au vert ASA Amateur world championship, Dallas